# Kruistocht

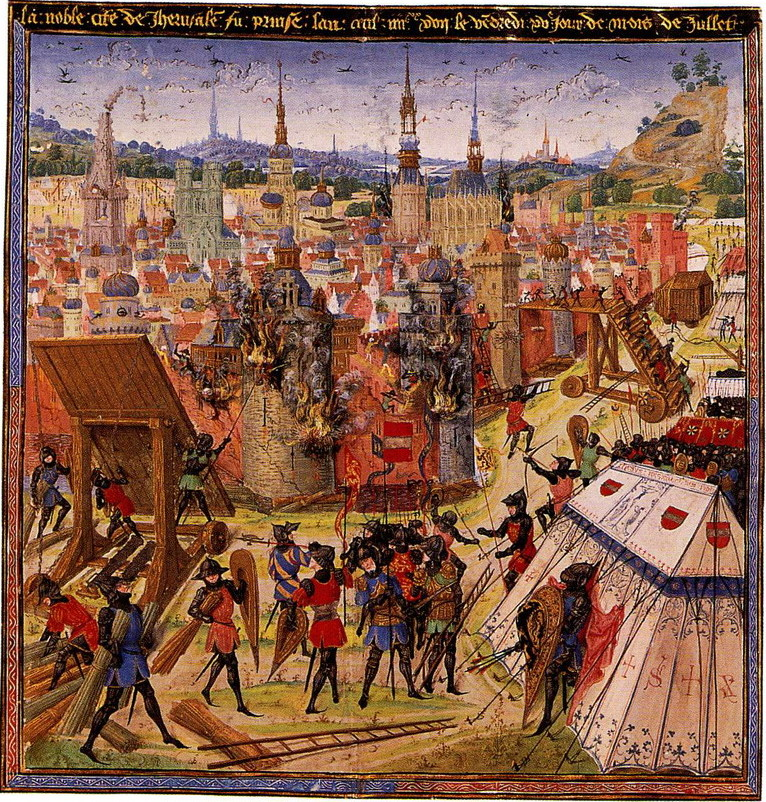
De verovering van Jeruzalem in 1099

De kruistochten of kruisvaarten waren zware militaire expedities in de middeleeuwen, georganiseerd en gefinancierd door de Latijnse katholieke kerk in samenwerking met wereldlijke Europese vorsten, met als opdracht zogenaamde heilige oorlogen te voeren die volgens de leer van deze kerk de uitvoering waren van de wil van God. De term kruistocht of kruisvaarder werd aanvankelijk niet gebruikt, wel werd gesproken over ridders van het kruis of ridders van Christus. Paus Urbanus II, die opriep tot de eerste veldtocht, sprak over een oorlog tegen de barbaren. Veel kruisvaarders zagen zichzelf vooral als pelgrims.
Het is een vroeg voorbeeld van de Europese militaire expansiebeweging die op gang kwam nadat er in de tiende eeuw een einde was gekomen aan de invasies van Europa door Vikingen, Moren en Aziatische steppevolkeren (de Hunnen).:242 De Europese vorsten en krijgsheren die zich eerder tegen elkaar en de bevolking richtten, werden nu bij elkaar gebracht door de overtuiging dat de door het christendom als rechtmatig eigendom beschouwde heilige plaatsen in het Heilige Land bevrijd moesten worden van islamitische heersers, die het gebied op grond van hun overtuiging eveneens als heilig beschouwen en het sinds 638 veroverd hadden.
Ook vonden er kruistochten plaats naar het Iberisch Schiereiland in het kader van de reconquista. Andere kruistochten zijn de relatief onbekende Noordelijke Kruistochten, waarvan die door de Duitse Orde of Teutonische Ridders de belangrijkste waren. Hun actiegebied was vooral gelegen rond de Oostzee. Een groot deel van de aldaar gevestigde wereldlijke macht verloren zij in 1410 weer in de Slag bij Tannenberg.
Ook in andere religieus gemotiveerde conflicten gedurende de late middeleeuwen zette de Katholieke kerk het middel van de kruistocht in, bijvoorbeeld tegen personen die de leer van de kerk niet aanhingen, door de kerk ketters of heidenen genoemd, of groepen die de religie op een eigen manier invulling gaven als de Katharen in Frankrijk. Latere militaire operaties over land en ter zee tegen de moslims, zoals de Slag bij Lepanto in 1571, kunnen worden gezien als een voortzetting van de kruistochten.
Met de Vierde Kruistocht richtten initiatoren en leiders van de expeditie zich tegen andere christenen in de steden Zadar en Constantinopel. Hier was geen heilig doel mee verbonden.

## Overdrachtelijk
In overdrachtelijke zin wordt het begrip kruistocht gebruikt om een ideologisch gemotiveerd streven aan te duiden dat als doel heeft veranderingen te bewerkstelligen, al dan niet met een positieve of negatieve connotatie.

## Kenmerken
De kruistochten begonnen als een poging van christenen die onder het gezag van de Paus stonden, om Jeruzalem, de heiligste plaats in het christendom, op moslims en Joden te veroveren, voor wie het eveneens een heilige plaats is. Ze waren een laat antwoord op de islamitische veroveringen in de voorafgaande eeuwen. Ze hadden een aantal specifieke kenmerken. Zo begonnen ze meestal met een oproep door de paus. De oproep werd daarop verspreid door middel van een pauselijke bul en preken van geestelijken. Formeel waren tot 1213 alleen kruisridders gerechtigd om op kruistocht te gaan, daarna namen ook duizenden burgers deel. De kruistochten werden onder meer gefinancierd door een specifieke belasting, zoals de cruzada of de Saladintiende, en ridders kregen als tegenprestatie vaak land in vruchtgebruik (leenstelsel). Een laatste kenmerk is dat kruisvaarders van de kerk een aflaat ontvingen.

## Concept rechtvaardige oorlog
De kruistocht werd neergezet als rechtvaardige oorlog (bellum justum). De rechtvaardige oorlog was een Romeins concept dat in de christelijke traditie geïntegreerd werd door Augustinus. Thomas van Aquino en Gratianus werkten zijn ideeën verder uit. Drie kenmerken stonden centraal: de oorlog moest worden uitgeroepen door een legitieme autoriteit, er moest worden gevochten voor een rechtvaardig doel en gevochten worden met een juiste intentie. De kruistocht voldeed aan al deze voorwaarden: de legitieme autoriteit was de paus, het rechtvaardige doel was de bevrijding van Jeruzalem en de intentie van de strijders was juist, omdat ze religieus gemotiveerd was.
Concepten om een oorlog te rechtvaardigen zijn gebruikelijk en worden tot op heden ingezet, samen met communicatietechnieken als negatieve beschrijvingen van tegenstanders.

## Historische achtergrond

### De tijd voor de kruistochten
De oorspronkelijke verovering van Palestina door islamitische strijdmachten had aanvankelijk nauwelijks een storende werking op de pelgrimage of bedevaart naar de heilige plaatsen van de christenen, zoals Jeruzalem, Bethlehem en Nazareth. In het jaar 1009 echter liet de Fatimidische kalief van Caïro, Al-Hakim, de Heilig Grafkerk vernietigen. Zijn opvolger Al-Zahir stond het Byzantijnse Keizerrijk toe om de kerk te herbouwen en pelgrimage werd weer toegestaan. In 1056 werden onder Al-Mustansir 300 christenen verbannen uit Jeruzalem en werd het voortaan Europese christenen verboden om de Heilig Grafkerk binnen te gaan.

### Oorzaak van de kruistochten

#### Oorzaken in het Midden-Oosten
Het beslissende verlies van het Byzantijns leger tegen de Seltsjoekse Turken in de Slag bij Manzikert in 1071 zorgde voor de eerste bedes om hulp en troepen uit het westen. Het was dus niet alleen het heroveren van Jeruzalem, maar ook het bijstaan van het Byzantijnse leger tegen de Turken, het voorkomen van gebiedsuitbreiding van de islamieten, en het vergroten van de invloed van het westen in het oosten, waar op gemikt werd. De bede om hulp die keizer Alexius I van Byzantium in 1091 naar paus Urbanus II en Robrecht I de Fries, de graaf van Vlaanderen, stuurde was overigens eerder bedoeld als een verzoek om meer huurlingen en zeker niet om wat er door de paus en vele landhongerige edelen van gemaakt werd. De keizer zat dan ook flink met de kruisvaarders in zijn maag.

#### Beeldvorming
De geschiedschrijving is lange tijd beïnvloed door het beeld dat werd neergezet door de katholieke Kerk. Hierin was de voornaamste reden voor de kruistochten het feit dat de Seltsjoeken, nadat ze Palestina veroverd hadden, christelijke pelgrimages naar Jeruzalem en andere steden moeilijk of zelfs onmogelijk maakten. Dit was in de voorgaande tijd wel mogelijk geweest, alhoewel het gebied onder islamitisch bestuur stond. Het westen had echter de veroveringen van Jeruzalem in 614 en 637 genegeerd, net als de verwoesting van de Heilig Grafkerk door de Fatimidische kalief Al-Hakim. Er waren dan ook redenen buiten Palestina die meewogen tot de beweging die tot de kruistochten leidde.

#### Oorzaken in Europa
In de tiende eeuw was er een einde gekomen aan de invasies van Europa door Vikingen, Moren en Aziatische steppevolkeren. De hierop volgende stabiliteit zorgde vanaf de elfde eeuw voor een expansiebeweging. Venen en moerassen werden drooggelegd, bossen gerooid en grond werd ontgonnen. Door de groeiende bevolking ontstond een drang naar gebiedsuitbreiding. Met de militaire verovering van Zuid-Italië door de Normandiërs vanaf 1029 begon een eeuwenlange kolonisatie, eerst rond de Middellandse Zee, onder andere door de repubbliche marinare, later ook in de rest van de wereld.:242-243
Nu de dreiging van buitenaf was weggevallen, richtten de krijgers die aanvankelijk de Vikingen en andere binnenvallende volken bestreden hadden, zich tegen elkaar, tegen de kerk en tegen de lokale bevolking. Als reactie hierop ontstond vanuit de kerk de godsvredebeweging. Was dit aanvankelijk een oproep aan lokale heren, later werd dit ook een oproep aan christelijke staten om onderling geweld te stoppen. Paus Urbanus II gebruikte dit argument om de onderlinge strijd te staken en zich te richten op de gemeenschappelijke vijand van het geloof.
In de vroege middeleeuwen werd met relatieve openheid gesproken over de inhoud van de christelijke leer. Dit bracht met zich mee dat er verschillende interpretaties van die leer waren, wat de eenheid van de Kerk niet ten goede kwam. Augustinus, bisschop van Hippo uit de 5de eeuw, zag ketterij — of heresie van het Griekse hairesis voor keuze — als afwijking van christenen van het ware geloof. Men begon dogma's vast te stellen om dat ware geloof te definiëren. Met de ontwikkeling van de dogmatiek werd niet alleen duidelijk wat het ware geloof inhield, het maakte ook duidelijk wat er niet mee overeenkwam. Dit kon niet meer getolereerd worden en aanhangers hiervan werden vanaf de twaalfde eeuw, net als heksen, homoseksuelen en prostituees, vervolgd in wat de Britse historicus Moore de vervolgingssamenleving heeft genoemd.
Vanaf de elfde eeuw waren zowel de Kerk als de grote Europese koninkrijken in staat om hun ideologieën en doelen beter te definiëren. Dit resulteerde in een afwijzing van corruptie en verwereldlijking binnen de Kerk, maar ook in een afwijzing van groepen die afweken van die ideologieën. Dit was niet alleen de islam, maar ook bewegingen als de bogomielen, de waldenzen en de katharen. Andere bewegingen als de franciscanen en de humiliati werden wel erkend, waarbij niet altijd duidelijk is wat de overwegingen waren om de ene groepering wel op te nemen en de andere niet.
In 1063 gaf paus Alexander II zijn zegen aan de kruistochten van de Reconquista. In 1085 namen de Spanjaarden de taifa Toledo in, en in 1092 werden de moslims van Sicilië verdreven. Ongetwijfeld voelden de kruisvaarders zich gesterkt door deze herovering van eeuwenlang door islamieten bezet gebied.
Paus Innocentius III besloot dat tegen de Katharen krachtiger moest worden opgetreden. In 1209 verzamelde hij een leger voor een kruistocht naar Occitanië. Tijdens het Vierde Lateraans Concilie werden een aantal religieuze groepen veroordeeld en andere erkend. Er werden decreten tegen de Katharen en de Waldenzen afgekondigd. Joden moesten een geel insigne gaan dragen en ook moslims moesten onderscheidende tekenen gaan dragen. Paus Gregorius IX gaf in 1232 bevel aan de nieuwe orde der dominicanen de taak van de inquisitie op zich te nemen. De Katharen waren hier het eerste slachtoffer van, maar ook de Joden — die bij Augustinus weliswaar een aparte status hadden, maar wel bescherming genoten — leprozen en homoseksuelen werden al snel het slachtoffer. Dit was de zwarte kant van economische expansie en nieuwe spiritualiteit.

### Motieven om op kruistocht te gaan
- Bescherming van de Kerk tegen andersdenkenden.
- Bevrijding van Jeruzalem.
- De islamitische veroveringen ongedaan maken.
- De Oosterse Kerk herenigen met de Kerk van Rome.
- Uitbreiding van de wereldlijke macht naar het oosten.
- Tijdens de kruistochten ontvingen de deelnemers een algehele aflaat.[6]:247

Na paus Gregorius VII (1073/1085) is een toenemende vroomheid zichtbaar, waardoor er een voedingsbodem ontstond voor de kruistochten. Het oproepen tot de kruistochten gaf de paus ook een zekere autoriteit ten aanzien van de Duitse keizer: het lag immers niet voor de hand dat een geestelijk leider opriep tot gewapende strijd, dat was de taak van wereldlijke leiders. In die zin moet de rivaliteit tussen paus en keizer ook gezien worden als een opmaat tot de Investituurstrijd. De kruistochten waren ook een uitlaatklep voor de interne problematiek binnen West-Europa. Voor de katholieke kerk waren ze een uitstekende manier om dreigende conflicten met het wereldlijk gezag te exporteren en om te buigen in een goede zaak voor het christendom. Vele edelen en ridders gingen uit puur eigenbelang, om land of fortuin te verwerven. Vele van deze avonturiers deden al hun bezittingen van de hand om de veroveringstocht naar het Beloofde Land te financieren. Handelaars volgden in hun kielzog om de handel met het Midden-Oosten te ontwikkelen. Dit laatste moet echter niet gezien worden als de voornaamste drijfveer voor deelname aan de ondernemingen. De kerk gaf deelnemers een volle aflaat, dat wil zeggen dat boetes die tijdens de biecht waren opgelegd, werden kwijtgescholden. Velen misinterpreteerden dit als een vergiffenis voor alle zonden in de ogen van God, ook de niet opgebiechte. Ook op het vlak van economisch gewin moet men er rekening mee houden dat buit allesbehalve zeker was en dat de kosten voor zo'n onderneming ontzettend hoog waren. Deelnemers moesten zichzelf vaak diep in de schulden steken en velen keerden berooid terug. Het was waarschijnlijk het spirituele aspect dat de grootste motivatie vormde.

## Overzicht van de verschillende kruistochten naar Jeruzalem

### Eerste Kruistocht (1096–1099)

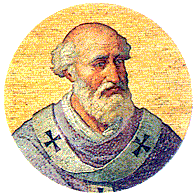
Paus Urbanus II

Kaart van de kruistochten in de Oostelijke Middellandse Zee en Tunesië

Op 18 november 1095 hield paus Urbanus II een vurige rede tijdens het Concilie van Clermont waarin hij opriep tot het houden van een kruistocht. Deze toespraak werd enthousiast onthaald. In de voorbereiding van het concilie had de Byzantijnse keizer Alexius I militaire hulp gevraagd tegen invallen van de Turkse Seldjoeken. De paus stond er voor open, maar had nog meer op het oog. Hij hoopte met een positief antwoord op de vraag ook de eenheid in de Kerk te kunnen herstellen na het Schisma van 1054 en hij wilde bovenal het Heilige Land bevrijden van de moslims, zodat Jeruzalem weer een veilige plek werd voor christenen. Wie deelnam aan de kruistocht kreeg materiële steun: zijn persoon en goederen stonden voor de duur van de kruistocht onder de bescherming van de Kerk; elke deelnemer kreeg ook een algemene aflaat, vrijstelling van belasting, opschorting van schulden en bevrijding van lijfeigenschap.
De deelnemers aan de Eerste Kruistocht waren voor het grootste deel Franse, Duitse en Normandische ridders. De Franse en Duitse ridders gingen in naam van Godfried van Bouillon en de Normandiërs gingen in naam van koning Robert Curthose van Normandië, zoon van Willem de Veroveraar.
Drie volkslegers onder leiding van de Franse prediker Peter de Kluizenaar en de Franse ridder Walter Zonder Have begonnen als eersten aan de tocht van meer dan 4.000 km naar Jeruzalem. De meeste deelnemers van deze Volkskruistocht waren militair onkundig en sneuvelden onder de aanvallen van Bulgaren en Turken. Later vertrokken de overige vier legers onder leiding van krijgskundige edellieden. In de eerste jaren haalden de kruisvaarders de grootste successen, mede dankzij door de verdeeldheid van de moslimleiders. Ze veroverden de meeste steden van het Heilige Land, maar hadden te weinig soldaten om het platteland bezet te houden. De christenen stichtten vier kruisvaardersstaten:
1. Graafschap Edessa: De stad Edessa was in handen van Cilicische Armeniërs. Zij vroegen hulp tegen de Seldjoeken aan de kruisvaarders die Antiochië belegerden. Boudewijn van Boulogne, broer van Godfried van Bouillon, ontzette Edessa en werd in 1098 graaf.
2. Vorstendom Antiochië: Op weg naar Jeruzalem belegerden de kruisvaarders de stad Antiochië. Na de inname riep de Siciliaan Bohemund I van Tarente zich in 1098 uit tot vorst.
3. Koninkrijk Jeruzalem: Op 15 juli 1099 veroverden de kruisvaarders Jeruzalem en vermoordden bijna alle joodse en islamitische inwoners. Godfried van Bouillon werd uitgeroepen tot de eerste koning van Jeruzalem, maar aanvaardde slechts de titel van Beschermer van het Heilige Graf.
4. Graafschap Tripoli: Raymond IV van Toulouse liet zijn oog vallen op Tripoli. De stad werd pas na zijn dood ingenomen en zijn zoon Bertrand van Toulouse werd in 1109 graaf.

### Tweede Kruistocht (1147–1149)
De als eerste opgerichte kruisvaardersstaat, Edessa, was ook de eerste die weer viel. In 1144 werd Edessa veroverd door de Seltsjoekse Turken. Als reactie riep de monnik Bernard van Clairvaux in opdracht van paus Eugenius III op tot een nieuwe kruistocht.
De Tweede Kruistocht begon in 1147, en eindigde in 1149 voor Damascus.
Reynauld van Châtillon viel in 1181, ondanks een in 1180 tussen Saladin en Boudewijn IV van Jeruzalem gesloten verdrag, karavanen van Arabieren aan. Saladin trok als reactie ten strijde tegen de christelijke heersers. Hij veroverde in 1187 Jeruzalem en had drie maanden later het hele Heilige land heroverd op de Europeanen.

### Derde Kruistocht (1189–1192)
Toen het nieuws van de veroveringen van Saladin werd vernomen in Europa, riep paus Clemens III op tot een nieuwe kruistocht. Deze kruistocht stond onder leiding van de Engelse koning Richard Leeuwenhart, de Duitse keizer Frederik Barbarossa en de Franse koning Filips II. Om deel te kunnen nemen aan deze Derde Kruistocht staakten de Franse en Engelse koning tijdelijk hun vijandelijkheden. Onder vele anderen namen ook hertog Hendrik III van Limburg, zijn zoon Walram III, graaf Willem I van Holland en graaf Gerard van Loon deel aan deze kruistocht.
Het eerste doel was om Akko in Palestina te veroveren. De Duitse keizer reisde over land naar Akko maar verdronk onderweg in de rivier Selef op 10 juni 1190, waarna het Duitse leger uiteenviel en grotendeels huiswaarts keerde. Richard en Filips daarentegen gingen per schip. Kort na zijn vertrek uit Sicilië werd Richards vloot getroffen door een hevige storm en enkele afgedreven schepen werden geplunderd door Comnenus, de keizer van Cyprus. Het kwam tot een overeenkomst over de afwikkeling, die Comnenus echter al spoedig weer verbrak. Daarop veroverde Richard Cyprus. De Franse en Engelse kruisvaarders veroverden Akko in 1191. Tijdens het beleg stierf de graaf van Vlaanderen Filips I van de Elzas op 1 juni 1191.
Wegens aanhoudende wrijvingen met Richard trok Filips van Frankrijk zich terug. Daarna kon de koning van Engeland niet echt meer een vuist maken tegen Saladin. Hij slaagde er niet in Jeruzalem te heroveren en verkreeg van Saladin slechts vrije toegang voor christelijke pelgrims tot de heilige plaatsen. Richard veroverde wel een deel van de kuststreek.

### Vierde Kruistocht (1202–1204)
De Vierde Kruistocht, met als doel het veroveren van het Heilige Land via Egypte, werd in 1202 in gang gezet door paus Innocentius III. Door een gebrek aan middelen haalde men Palestina niet eens; in plaats daarvan veroverden de kruisvaarders Constantinopel, de hoofdstad van het Byzantijnse Rijk. Daar stichtten ze het Latijnse Keizerrijk, met Boudewijn van Vlaanderen als eerste keizer. De Kerk kwam onder die van Rome te staan.
Deze kruistocht zorgde ervoor dat de reeds weinig vriendschappelijke relatie tussen de Oosterse en Westerse christenen nog verslechterde. In 1261 kon de keizer van Nicea Constantinopel heroveren, maar het Oost-Romeinse Rijk was danig verzwakt.

### Vijfde Kruistocht (1213–1221)
De vijfde Kruistocht werd in 1213 door paus Innocentius III uitgevaardigd, omdat hij met de toestand in het Heilige Land geen genoegen nam. Hollanders en Friezen speelden een grote rol op zee tijdens deze kruistocht. De Vijfde Kruistocht werd door de bemoeienis van het Pausdom een volledige mislukking.

### Zesde Kruistocht (1228–1229)
Keizer Frederik II was de centrale figuur van de Zesde Kruistocht. Hij beschikte over weinig soldaten, hield een wapenschouw met zijn leger langs de kust en heeft nauwelijks gevochten. Maar via onderhandelingen met de Egyptische sultan kwamen Jeruzalem, Bethlehem en Nazareth in 1229 weer in het bezit van de christenen; de Tempelberg bleef in de handen van de moslims.
Veel christenen gingen niet akkoord met het diplomatiek succes van Frederik II en lagen al langer met de keizer overhoop. Nog voor zijn aankomst in het Heilige Land had de paus hem in de kerkelijke ban gedaan, omdat hij koning van Jeruzalem wilde worden. Daarmee pleegde hij inbreuk op de rechten van zijn zoon, de kleinzoon van Jan van Brienne. De keizer steunde op de Duitse Orde, maar leefde op gespannen voet met de tempeliers en de hospitaalridders die trouw waren aan de paus. Frederik kroonde zich in 1229 tot koning van Jeruzalem, terwijl de aartsbisschop en de tempeliers troepen verzamelden om hem af te zetten. Toen viel een pauselijk leger zijn grondgebied in Sicilië aan en was Frederik gedwongen om snel naar daar te vertrekken. Zo werd een openlijke oorlog voorkomen in Jeruzalem. Ondanks de verdeeldheid waren de kruisvaardersstaten weer bijna zo groot als op het toppunt van hun macht in 1150.

### Zevende Kruistocht (1248–1254)
Jeruzalem viel in 1244 weer in de handen van de sultan van Egypte. Koning Lodewijk IX van Frankrijk, de Heilige, probeerde de kruisvaardersstaten te helpen. Hij viel Cyprus, Egypte en Syrië aan, doch zonder succes. Voor de Zevende Kruistocht liet Lodewijk de Heilige in Zuid-Frankrijk een haven aanleggen: Aigues-Mortes.

### Achtste Kruistocht (1270)
In 1270 was het weer Lodewijk IX van Frankrijk die het voortouw nam in een nieuwe kruistocht. Onderweg naar het Heilige Land werd hem echter gevraagd om zijn broer te helpen met zijn strijd tegen het islamitisch piratennest Tunis. Uiteindelijk gaf hij hieraan gehoor, maar toen het leger bij Tunis zijn tenten had opgeslagen brak de pest uit, waarbij Lodewijk stierf samen met een groot deel van zijn leger. Zijn dood betekende het einde van de grote kruistochten.

### Negende Kruistocht (1271–1272)
Eduard I van Engeland was al op weg om zich bij het leger van Lodewijk IX van Frankrijk te voegen. Samen wilden zij optrekken voor de Negende Kruistocht naar het Heilige Land. Na de dood van Lodewijk IX trok Eduard I zelf op naar het Heilige Land, om te strijden tegen sultan Baibars.
Na 1270 waren het alleen nog kleine legertroepen die zo nu en dan een stad veroverden op de Turken. Maar die aanvallen hadden weinig succes en de Turken rukten steeds verder op. Zo ver zelfs dat in 1453 de stad Constantinopel viel.
De kruistochten naar het Heilige Land in een tabel.
| kruistocht         | begin | einde | plaats                           | eindbestemming |
| ------------------ | ----- | ----- | -------------------------------- | -------------- |
| Eerste Kruistocht  | 1096  | 1099  | Anatolië en Levant               | Jeruzalem      |
| Tweede Kruistocht  | 1147  | 1149  | Iberië, Egypte, Levant, Anatolië | Jeruzalem      |
| Derde Kruistocht   | 1189  | 1192  | Anatolië en Levant               | Jeruzalem      |
| Vierde Kruistocht  | 1202  | 1204  | Anatolië en Balkan               | Constantinopel |
| Vijfde Kruistocht  | 1213  | 1221  | Egypte en Levant                 | Jeruzalem      |
| Zesde Kruistocht   | 1228  | 1229  | Cyprus en Levant                 | Jeruzalem      |
| Zevende Kruistocht | 1248  | 1254  | Egypte                           | Egypte         |
| Achtste Kruistocht | 1270  | 1270  | Tunesië                          | Tunesië        |
| Negende Kruistocht | 1271  | 1272  | Levant                           | Jeruzalem      |

### Volkskruistochten
Naast de reguliere kruistochten naar het Heilige Land waren er ook diverse volkskruistochten. Het onderscheid tussen de volkskruistochten en de reguliere kruistochten is niet overduidelijk. Toch onderscheiden historici vijf verschillende kenmerken van de volkskruistochten, namelijk terugkerend, charismatische leiding en eschatologisch beïnvloede bewegingen. Ze gingen gepaard met anti-joodse uitspattingen en bestonden uit diverse, marginale elementen uit de samenleving.
De volgende bewegingen worden als een volkskruistocht gezien:
- Volkskruistocht (1096)
- Kinderkruistocht (1212)
- Herderskruistocht (1251)
- Armenkruistocht (1309)
- Herderskruistocht (1320)

## Na de kruistochten
Na de plundering van Constantinopel in 1204 door de Latijnse kruisvaarders wist het Byzantijnse Keizerrijk uiteindelijk in 1261 Constantinopel terug te veroveren, maar zijn macht keerde nooit volledig terug en het rijk viel uiteindelijk in 1453 in handen van de islamitische Turken, de Ottomanen.
In de steek gelaten door het Westen, konden de ridderorden de christelijke enclaves niet langer houden tegen de steeds toenemende druk van de Saraceense moslims. Het sterke Krak des Chevaliers van de Hospitaalridders viel in 1271, Tripoli in 1289, Sidon en Beiroet, Tyrus en Akko ten slotte in 1291.

## Saraceense reacties
De moslims noemden de kruisvaarders Franken en zagen hen als handlangers van de Byzantijnen, die curieus genoeg nooit een concept van kruistocht hadden ontwikkeld. Zij hadden een bescheidener doel met de voor hen al eeuwenoude strijd tegen de moslims, namelijk zelfverdediging. De kruisvaarders wisten Jeruzalem in te nemen met een relatief kleine macht omdat de islamitische rijken uitgeput waren door onderlinge machtsstrijd. De aanvankelijke reactie in de islamitische wereld was desinteresse. De kalief in Bagdad negeerde oproepen uit Palestina om te hulp te schieten. Zijn soennitische rijk, dat in strijd verwikkeld was met de sjiitische Fatamiden uit Caïro, was daartoe door tijdelijke verzwakking niet in staat. Bovendien was de sultan van de Seltsjoeken, Malik Sjah I, in 1092 overleden, wat de politieke stabiliteit geen goed deed. Pas in 1105 zou Ali ibn Tahir al-Sulami oproepen tot een jihad tegen de christelijke invasie en zou het conflict met de kruisvaarders ook van islamitische kant een religieus karakter krijgen. Niettemin zou het tot 1183 duren voordat een serieus religieus tegenoffensief begon onder leiding van Saladin, die de jihad uitriep tegen de kruisvaarders. Deze oproep ging gepaard met een oproep tot interne heiliging en islamitische vroomheid.
De kruistochten hebben, ondanks wat uit fundamentalistische hoek wordt beweerd, weinig tot geen blijvende wrok aan Arabische kant veroorzaakt. Pas in de 20e eeuw werd de term geassocieerd met Westers imperialisme. Tijdens de twee eeuwen durende periode van kruistochten en aanwezigheid van de Kruisvaarders in het Midden-Oosten besteedden Arabische geschiedschrijvers opvallend weinig aandacht aan hen, terwijl literaire, politieke en theologische schrijvers hen zelfs nauwelijks vermeldden. Wel geven islamitische schrijvers uit deze periode blijk van intense bezorgdheid over de verdeeldheid binnen de moslimwereld zelf; de Isma'ilitische sjiieten zoals de Fatimiden werden door soennieten algemeen gezien als de grootste bedreiging.

## Andere kruistochten
De benaming kruistocht werd/wordt ook gebruikt voor andere christelijke heilige oorlogen tegen moslims, heidenen en ketters:
- De Reconquista (11e-15e eeuw) wordt vaak als kruistocht bestempeld: christenen heroverden het Iberisch Schiereiland op de islamitische Moren. Er moet echter worden opgemerkt dat zowel christenen als moslims ook regelmatig onderling vochten en dat figuren als El Cid met beide zijden oorlog konden voeren; pas in de 12e eeuw krijgt de reconquista een meer religieus karakter als ook niet-Spanjaarden deelnemen aan de strijd tegen de Moren.[14] Ook de duur van de reconquista lijkt weinig eer te doen aan de bestempeling tocht van een eeuwenlange politiek-militair-culturele ontwikkeling. Bovendien klopt de term herovering niet in historisch-politieke zin, omdat er nooit een Spanje heeft bestaan voor de inval van de Arabieren in 711, tenzij de Visigoten als Spaans worden beschouwd. Tijdens de tweede kruistocht werd ook Lissabon in Portugal met behulp van Engelse kruisvaarders op de moslims veroverd.
- De Noordelijke of Baltische Kruistochten (12e-13e eeuw): de Zweden, Denen, Duitse Orde en Lijflandse Zwaardbroeders vochten tegen de heidenen rond de Oostzee.
  - De Zweedse Kruistochten tegen de heidense Finnen.
  - De Pruisentochten
  - De Wendische Kruistocht
  - De Lijflandse Kruistocht
- De Albigenzische Kruistochten (1209-1244) waren de kruistochten die de Rooms-Katholieke Kerk in de dertiende eeuw ondernam tegen de katharen. Ze maakten een einde aan de politieke bescherming van het katharisme in de Languedoc. Voor het Franse koningshuis van de Capetingen was het de ideale gelegenheid om grote delen van het zuiden van Frankrijk in te lijven.
- De Kruistocht tegen de Stedingers (1234): de bisschop van Bremen hield een kruistocht in Noord-Duitsland nadat hij de onafhankelijke boeren die zich verzetten tegen zijn heerschappij tot ketters had laten verklaren.
- De Kruistocht van Aragón (1284-1285) werd uitgeroepen door paus Martinus IV tegen Peter III van Aragón. De reden was Peters recente verovering van Sicilië, wat een pauselijk leengoed was
- De Smyrnaanse Kruistocht: dit was een kruistocht tegen de Turkse Aydiniden in Smyrna in het huidige Turkije.
- De Hussietenoorlogen (1419-1438): paus Martinus V riep de christenheid op om de hussieten in Tsjechië te bestrijden, wat overigens mislukte.
- Kruistochten tegen het Ottomaanse Rijk:
  - Slag bij Nicopolis (1396): een korte kruistocht van West-Europese christenen tegen de Ottomanen die de Balkan waren binnengedrongen eindigde in een verpletterende nederlaag.

## Latere verbeelding
Vanaf de Verlichting raakten de idealen van de kruistochten ietwat in diskrediet. Ze werden bestempeld als bloeddorstig en het religieus fanatisme waarmee de ondernemingen gepaard gingen sloten niet aan bij de opkomende rationele en seculiere beweging. Daarentegen omarmde de Romantiek de kruistochten wel weer, maar gaf daar een geheel andere invulling aan. De kruisvaarder werd nu vereerd vanwege zijn inzet en passie, en bewonderd om zijn reizen naar exotische landen. De religieuze motivatie als zodanig verdween naar de achtergrond. Een herwaardering voor de middeleeuwen speelde hierbij ook een rol. Een bekend voorbeeld hiervan is de roman van Sir Walter Scott, The Talisman. Ook het nationalisme eigende zich de kruisvaarderssymboliek toe: de kruisvaarder werd een archetypische nationale held. Zo gingen de Engelsen Richard Leeuwenhart bewonderen, de Belgen Godfried van Bouillon, de Fransen Lodewijk IX en de Spanjaarden El Cid. Van al deze figuren werden rond het midden van de 19e eeuw standbeelden geplaatst op prominente locaties (Leeuwenhart voor het parlementsgebouw in Londen, Bouillon op het Koningsplein te Brussel). De islamitische wereld gaf zijn eigen invulling aan de kruistochten in die tijd. Ook daar werden de Kruistochten in de 19e eeuw herontdekt en geïnterpreteerd als Westers kolonialisme avant la lettre. Pas aan het einde van de 19e eeuw werd een Arabisch woord voor kruisvaarder bedacht.